# Itoplectis enslini
Itoplectis enslini là một loài tò vò trong họ Ichneumonidae.